# 基地販賣部

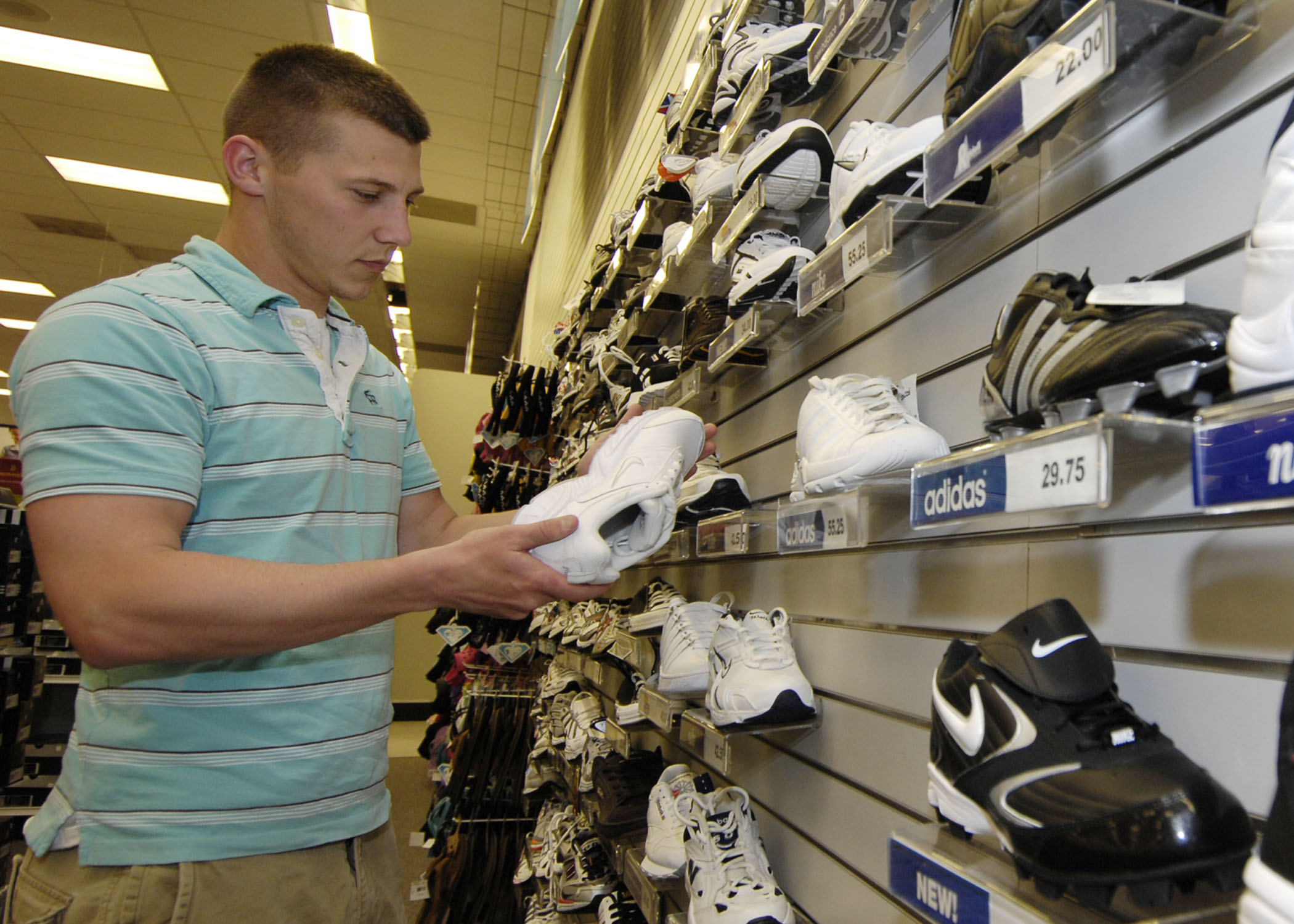
一名在伊利諾州史考特空軍基地基地贩卖部购物的航空國民警衛隊士兵

基地販賣部（英語：Base Exchange，缩写为 ），是美國空軍用語，用於泛稱在美軍基地（含美國本土基地及海外基地）內部營業的零售商店。在早期，販賣部類似商棧的型態，現今則接近百貨公司或購物街。
在美國其他軍種內，基地販賣部均有不同的名稱。美國陸軍稱為營地販賣部（Post Exchange, PX）、美國海軍稱為海軍販賣部（Navy Exchange, NEX）、美國海軍陸戰隊稱為海軍陸戰隊販賣部（Marine Corps Exchange, MCX）、美國海岸防衛隊稱作海岸防衛隊販賣部（Coast Guard Exchange, CGX）。

## 管理單位
陸軍基地及空軍基地內的販賣部由陸空軍販賣服務事業處管理；海軍基地內的販賣部由海軍販賣服務事業處；海軍陸戰隊營區的販賣部由海軍陸戰隊社區服務處（Marine Corps Community Services）管理；海岸防衛隊販賣部（CGX）負責海防隊所屬設施內部少量的商店。至於由多個軍種共用或合併的聯合基地內，則繼續由現有的販賣部管理處營業，但可能視情況裁撤規模較小的販賣部，以免重複。

## 營業概況
基地販賣部的功能，是提供售價低於民間的商品及服務給現役、後備、退伍軍人、美國國民警衛隊人員及上述各者的眷屬。欲進入販賣部或消費，必須出示軍人識別證或眷屬識別證。若是在海外地區，適用對象可擴大至美國政府派外文職人員及其眷屬，但消費優惠內容可依美國與人員派駐國簽訂的駐軍地位協定而有所異。一般的販賣部於形態上接近百貨公司，但囊括了更多服務，例如軍裝販賣、理髮廳、護髮店、美容店、洗衣部、加油站、汽車保養中心等。
由於在美軍軍事用地內營業，多數販賣部無需為其交易活動繳交營業稅或增值稅。但少數例外，如美國本土基地內的汽油買賣、或交易一方為美軍販賣管理單位核准的特許經銷商時，則仍需繳交營業、增值稅。至於土地租借費或使用稅，則完全不需由基地販賣部負擔，而販賣部的免稅地位，也明確減少了其營業成本。商品運費部分，設於美國本土的基地販賣部必需自行支付運費，而位在海外的美軍販賣部，則由美國國會撥款，以資助美國商品從國內運到海外基地的海運、空運費。

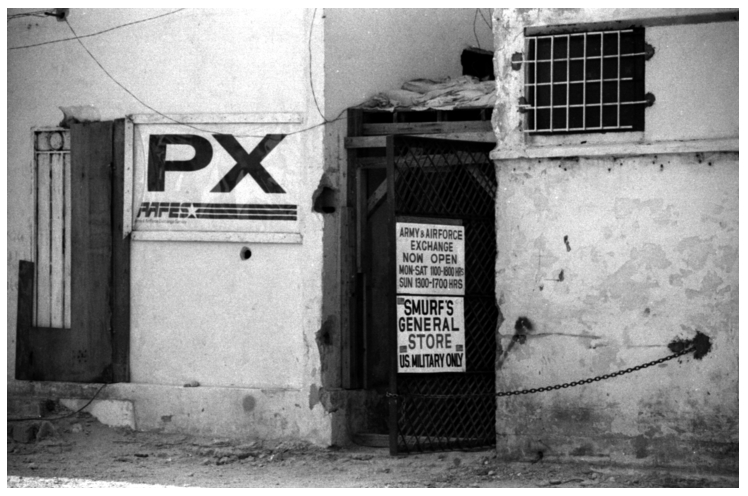
設在索馬利亞摩加迪休國際機場內，今已關閉的美軍營區販賣部（攝於1994年1月）

對派外的美國文職、軍職人員而言，基地販賣部在生活中扮演重要的角色，並且通常是當地唯一的美國商品供應來源。此外，基地加油站提供的汽油，價錢大致與美國國內的油價相去不遠，因為派駐國當地的油價往往高於美國油價。
此外，販賣部亦與美國三大汽車業者（通用汽車、福特汽車、克萊斯勒汽車）及哈雷摩托車合作，在海外的美軍基地提供汽機車銷售服務，方便美國駐外人員。
除了基地內部之外，陸空軍及海軍也會替派駐至戰區（如中東）的美軍人員設置野戰販售部。甚至在美國海軍艦艇上也有海軍販售處設置的「艦上販賣部」，營業者及店員大多為艦艇兵級別的水兵。
基地販賣部商品銷售後的收入在扣除營業成本之後，大部分用以支援美軍官兵的社區活動和娛樂活動等項目

## 與軍營超市之相異處
美國國防部軍營超市管理處管理的軍營超市（Commissary）與基地販賣部同樣是軍中商店，但兩者性質上有所不同。前者的商品以雜貨、食品及家用品為主，且明顯接受美國聯邦政府的撥款。而基地販賣部提供的商品與服務（例如汽車修理、軍裝販賣等）較為多樣、無大量接受聯邦政府撥款，並且必需以營利為導向。除了被指派至販賣服務事業處的軍方人員之外，其他販賣部員工的薪水主要來自販賣部商品銷售後的盈餘，而年度加薪則來自美國國會撥出的資金。作為C類非撥款資金（Category C non-appropriated fund）的適用對象，基地販賣部在設計上為一個自立的牟利組織。

## 外部連結
- Army-Air Force Exchange Service（页面存档备份，存于）
- Navy Exchange Service（页面存档备份，存于）
- Marine Corps Exchange（页面存档备份，存于）
- Coast Guard Exchange（页面存档备份，存于）